# Lucia Bronzetti
Lucia Bronzetti (n. 10 decembrie 1998, Rimini, Italia) este o jucătoare de tenis italiană. Cea mai bună clasare a sa la simplu în clasamentul WTA este locul 46 mondial, în mai 2024, iar la dublu, locul 375 mondial, în aprilie 2022. A ajuns în opt finale la simplu pe Circuitul feminin ITF, din care a câștigat cinci. La dublu, a ajuns în patru finale din care a câștigat două.